# Artau I de Pallars Sobirà
Artau I de Pallars Sobirà (? - 1081) fou comte de Pallars Sobirà (1049-1081).

## Orígens familiars
Fill del comte Guillem II de Pallars Sobirà.

## Ascens al poder
Ascendí al tron comtal del Pallars Sobirà a la mort del seu germà gran Bernat II de Pallars Sobirà.
El fet més destacat del regnat d'Artau I foren les contínues guerres que sostingué contra el seu cosí germà Ramon V de Pallars Jussà, per la qual cosa dugué a terme molts atacs contra terres del comtat de Pallars Jussà.

## Núpcies i descendents

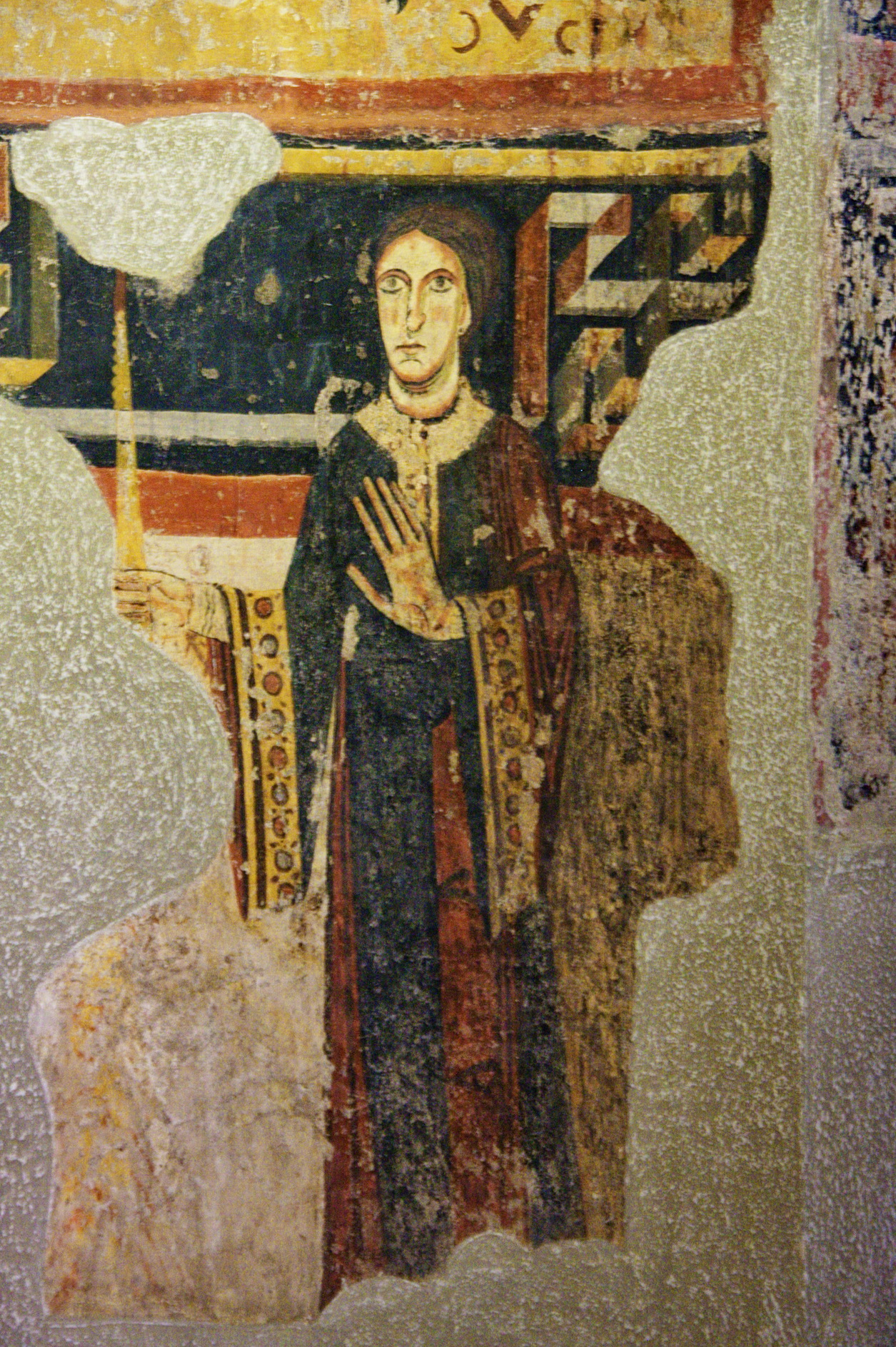
Llúcia de la Marca apareix a les Pintures del Burgal, conservades al MNAC.

Es casà abans de l'any 1050 amb una donzella anomenada Constança. D'aquesta unió nasqueren:
- l'infant Artau II de Pallars Sobirà (?-1124), comte de Pallars Sobirà
- l'infant Ot de Pallars Sobirà (?-1122), bisbe d'Urgell
- l'infant Guillem de Pallars Sobirà

Es casà vers el 1057 amb Llúcia de la Marca, filla del comte Bernat I de la Marca i germana d'Almodis, comtessa consort de Barcelona pel seu casament amb Ramon Berenguer I. D'aquesta unió nasqué:
- l'infant Maria de Pallars Sobirà